# George Wesley Bellows
George Wesley Bellows (anglès: George Bellows)  (Columbus, 12 d'agost de 1882 - Nova York, 8 de gener de 1925) va ser un pintor i litògraf nord-americà, integrat a l'Escola Ashcan. Famós per les seves escenes en el ring i de la vida urbana a Nova York, fou a més cronista de la primera guerra mundial, paisatgista i un dels millors retratistes de la seva generació.

## Primers anys
Bellows va néixer a Columbus, Ohio. Va anar a la Universitat de l'Estat d'Ohio des de 1901 fins a 1904, on, a més de practicar beisbol i bàsquet, va col·laborar amb il·lustracions per Makio, l'anuari dels estudiants. Va ser encoratjat per convertir-se en un jugador de beisbol professional, i va treballar com a il·lustrador comercial mentre estudiava. Va continuar acceptant treballs temporals en mitjans gràfics durant tota la seva vida. Malgrat aquestes oportunitats en l'esport i en l'art comercial, Bellows volia tenir èxit com a pintor. Va deixar la universitat l'any 1904, poc abans de graduar-se, i es va mudar a Nova York per estudiar art.
Bellows va estudiar amb Robert Henri a la "New York School of Art", associant-se al seu cercle, The Eigh (base de l'Escola Ashcan), artistes que creaven pintures retratant a la societat americana en totes les seves formes. L'any 1906, Bellows va poder llogar el seu propi estudi.

## Nova York
Bellows va començar a adquirir fama l'any 1908, quan ell i altres estudiants de Henri van organitzar una exhibició de treballs basats en l'ambient urbà. Mentre molts crítics opinaven que les pintures estaven cruament pintades, uns altres les van considerar audaces i van dir que estaven un pas més enllà que el treball del seu mestre. Bellows va ser mestre a l'escola d'art "Art Students League of New York" l'any 1909, encara que seguia més interessat a seguir una carrera com a pintor. La seva fama va créixer a mesura que va contribuir en altres llocs coneguts a nivell nacional.
Les escenes urbanes de Nova York de Bellows descrivien la cruesa i el caos de la gent de classe obrera i els veïnats, i també satiritzaven a les classes altes. Des de 1907 i durant 1915, va crear una sèrie de pintures mostrant a la ciutat de Nova York sota la neu. Aquestes pintures van ser la major prova de l'habilitat de Bellows de combinar un gran sentit de lluminositat i textura visual. Les pintures mostraven un desolat contrast entre les extensions blaves i blanques de la neu i les aspres i brutes superfícies de les estructures pròpies d'una ciutat, i creaven una imatge antiestética i irònica dels homes igualment aspres i bruts tractant de netejar les impureses de la neu blanca. No obstant això, la sèrie de pintures de Bellows retratant baralles de boxa amateurs van ser possiblement la seva gran contribució a la història de l'art. Aquestes pintures estan caracteritzades en ambients foscos, on les brillants pinzellades que representen a les figures humanes vívidament donen un fort sentit de moció i adreça.

## Activisme social i polític
El prestigi creixent com a pintor va portar canvis importants a la seva vida i al seu treball. Encara que va continuar amb la temàtica inicial, Bellows també va començar a rebre encàrrecs de retrats, a més d'invitacions a esdeveniments socials, de l'elit de Nova York. A més, va seguir el consell del seu mestre i va començar a passar els seus estius a Maine, on va passar el seu temps pintant furioses marines i altres paisatges a Monhegan i les illes Matinicus.
Al mateix temps Bellows, sempre conscient social, es va associar amb un grup d'artistes i activistes radicals anomenat "the Lyrical Left", el qual tenia una ideologia anarquista en el seu extrem suport a les llibertats individuals. També va ser mestre a la Modern School a la ciutat de Nova York (igual que el seu mentor, Henri), i va treballar com a editor en el periòdic socialista The Masses, al com va contribuir amb dibuixos i pintures l'any 1911. No obstant això, sovint es barallava amb els altres empleats per la seva creença que la llibertat artística hauria de vèncer a tota política ideològica que podria tenir el periòdic. Bellows també dissentia notablement amb el seu cercle, recolzant públicament la intervenció dels Estats Units a la Primera Guerra Mundial. L'any 1918, va crear una sèrie de litografies i pintures que descrivien gràficament les atrocitats comeses per Alemanya durant la seva invasió a Bèlgica. La més notable d'elles va ser The Germans Arrive, la qual estava basada en un relat veritable, i la qual il·lustrava cruament a un soldat alemany contenint a un jove belga les mans del qual havien estat tallades. Per aquesta raó, el seu treball va ser altament criticat pels censors i va ser perseguit pels idealistes que estaven en contra de la guerra, amb el suport del govern nacional.

## Últims anys
Posteriorment, les pintures de Bellows es van enfocar cap a la vida quotidiana, amb la seva esposa, Emma, i les seves dues filles, Anne i Jean, com a centres de les obres. Les pintures també mostraven una aproximació més programada en color i disseny, menys improvisada, un gran canvi pel que fa al seu treball previ.
A més de la pintura, Bellows va fer contribucions significatives a la litografia, ajudant a expandir l'ús del mitjà com un art fi als Estats Units. Finalment va instal·lar un taller dedicat a la litografia en el seu estudi el 1916, i entre 1921 i 1924 va col·laborar amb el pintor Bolton Brown en més de cent imatges. Bellows també va il·lustrar nombrosos llibres sobre el final de la seva carrera, incloent-hi varis d'H.G. Wells.
Bellows va ser professor en l'Art Institute of Chicago l'any 1919. L'any 1920, va començar a passar gairebé sis mesos per any a Woodstock, Nova York, on va construir una casa per a la seva família. Bellows va morir el 8 de gener de 1925 a la ciutat de Nova York, malalt de peritonitis, després d'haver tingut una operació d'apèndix sense èxit.
Les pintures i els treballs de George Bellows estan incloses en les col·leccions dels museus americans més importants, incloent-hi la National Gallery of Art a Washington, DC, la Memorial Art Gallery de la Universitat de Rochester, a Rochester, Nova York, i els museus Whitney d'Art Americà i el Museum of Modern Art a Nova York. El Museu d'Art de Columbus, situat al poble natal de Bellows, també posseeix una gran col·lecció dels seus retrats i de les escenes dels carrers de Nova York.
El Whitney Museum of American Art va publicar una biografia de Bellows feta pel seu company George William Eggers com a part de la American Artists Series. El 1992 va muntar una extensa exposició del seu art (l'exposició va ser una feta de forma conjunta amb el Museu d'Art del Comtat de Los Angeles).
El desembre del 1999, Polo Crowd, una pintura de 1910, es va vendre per 27.5 milions de dòlars al milionari Bill Gates.

## Obres

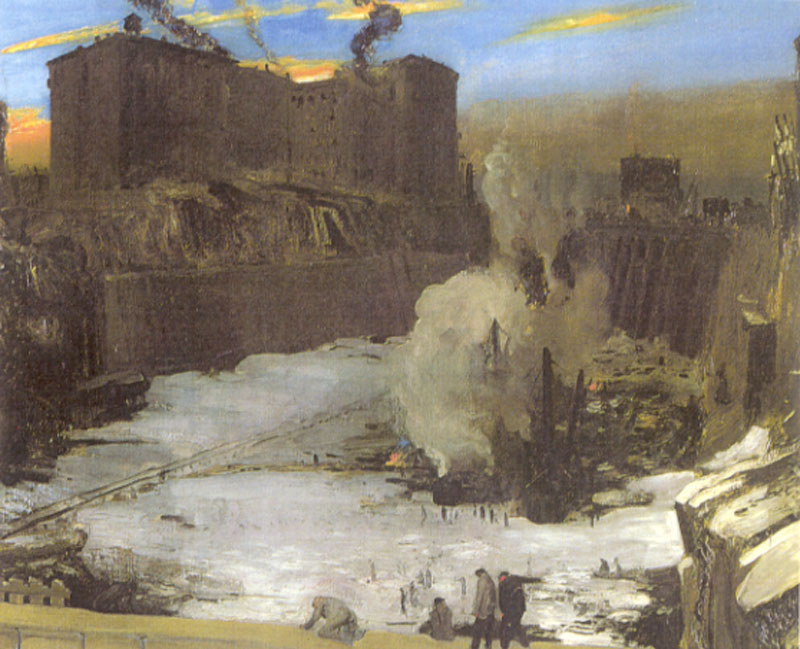
Excavacions per a l'Estació de Pennsilvània (1907)
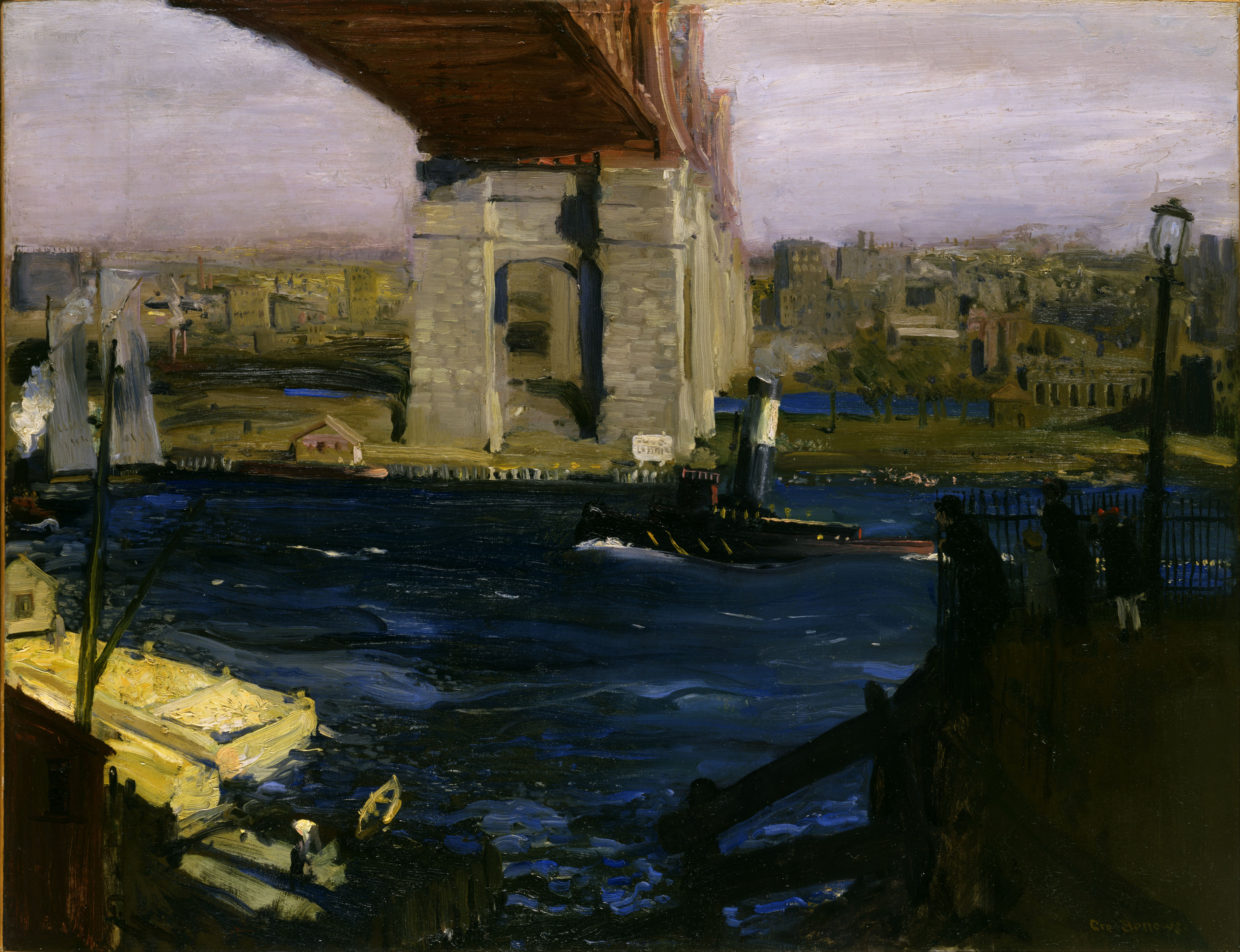
Pont (Blackwell's Island) (1909)
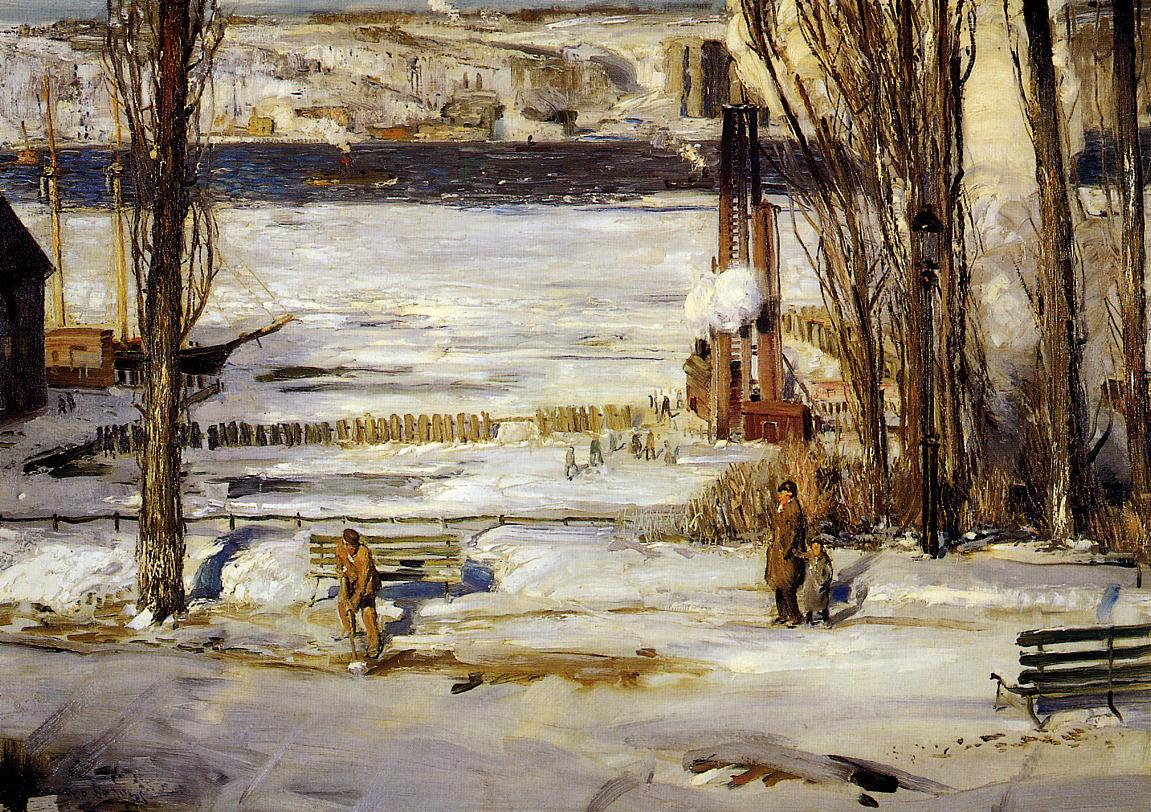
Nevada matinal en el riu Hudson (1910)
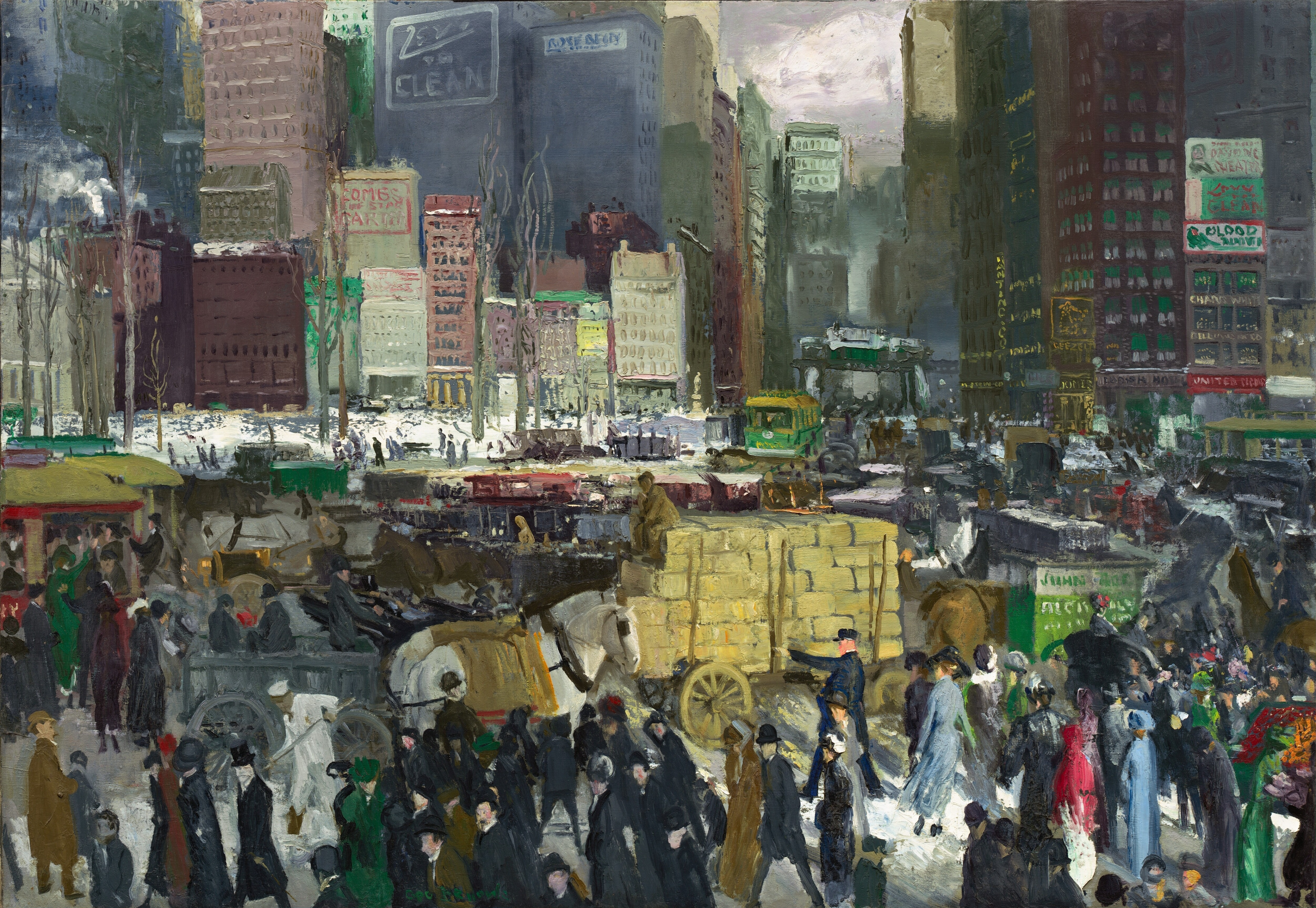
New York (1911)
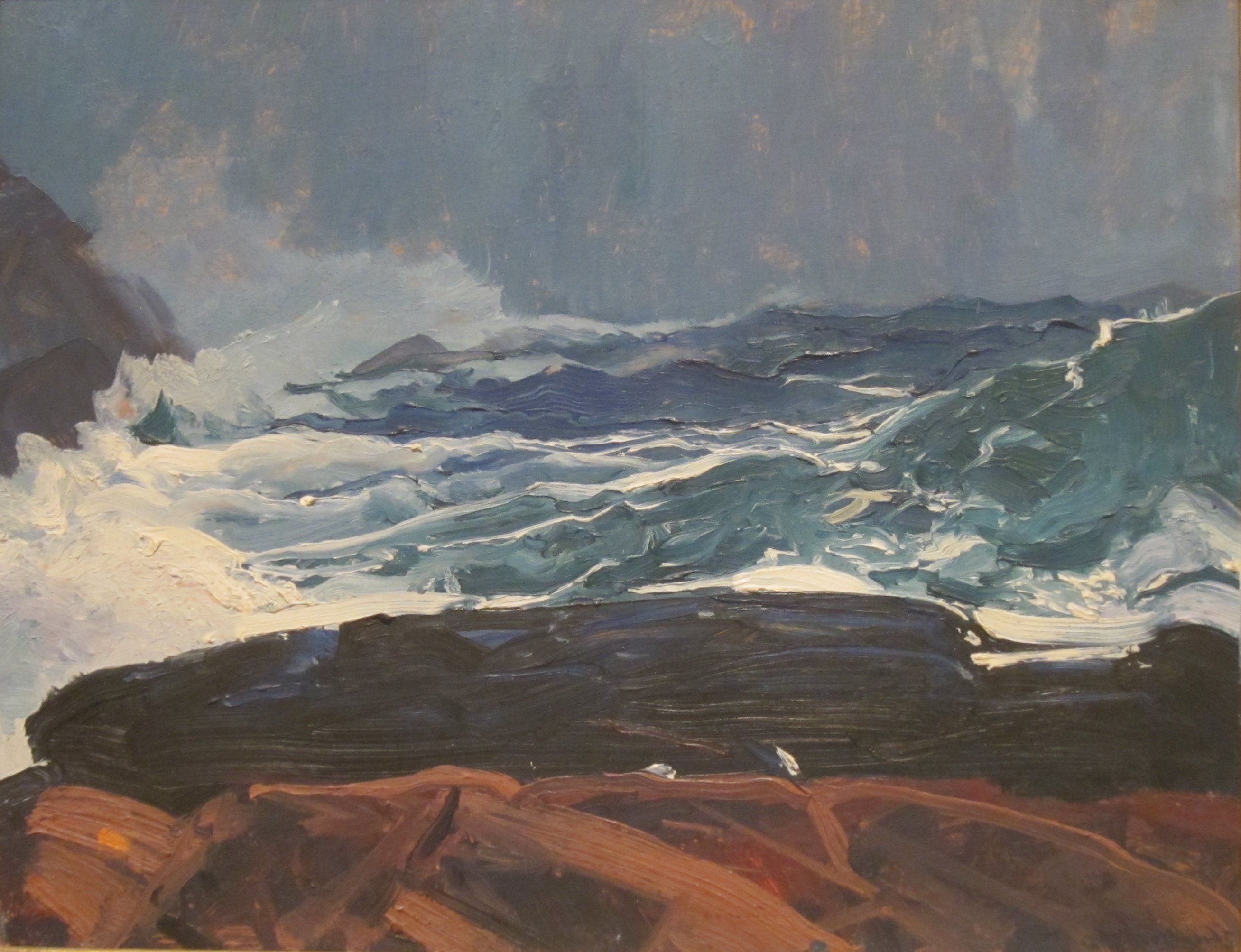
Lobster Cove (Monhegan, Maine) (1913)
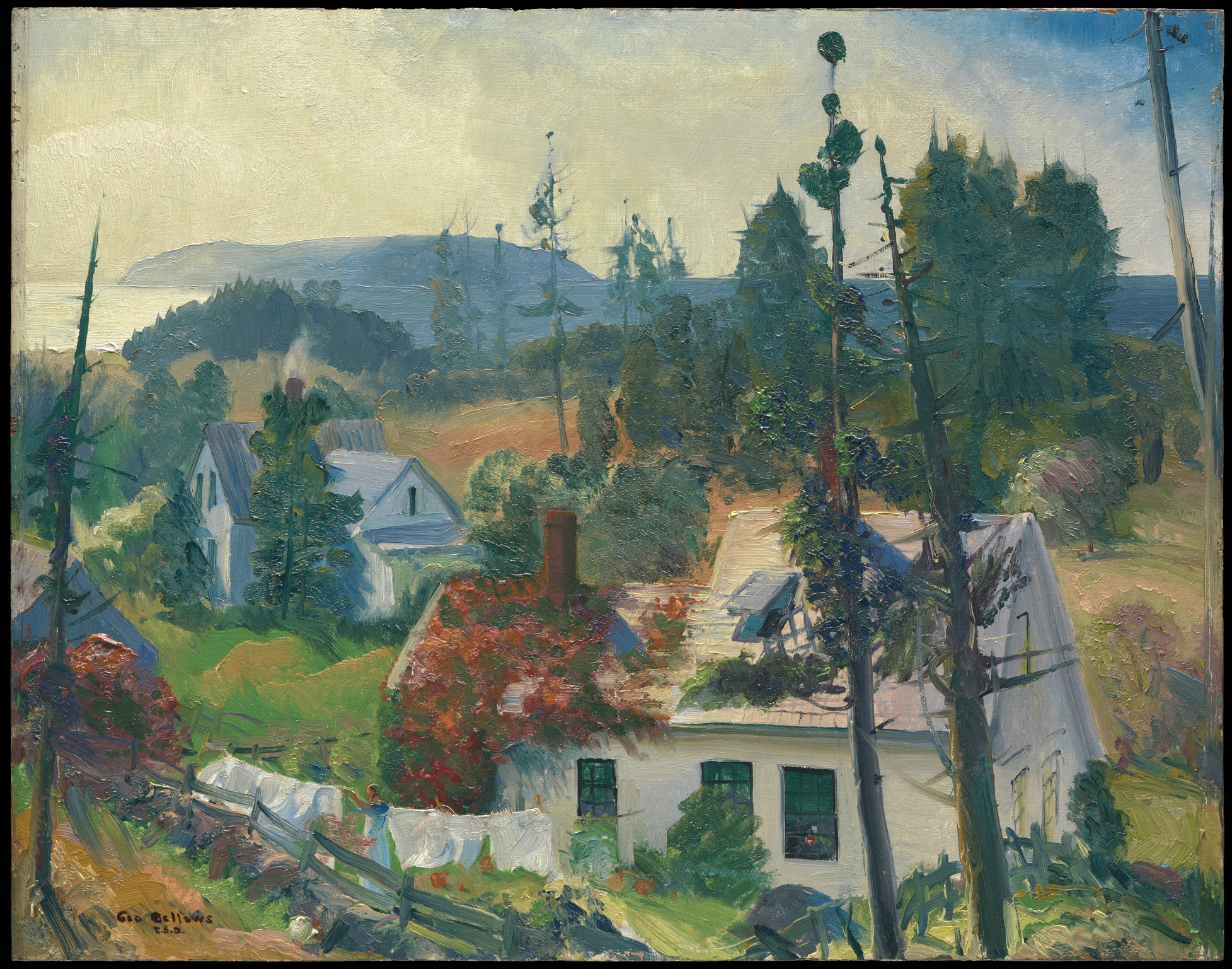
The Red Vine, Matinicus Island, Maine (1916)
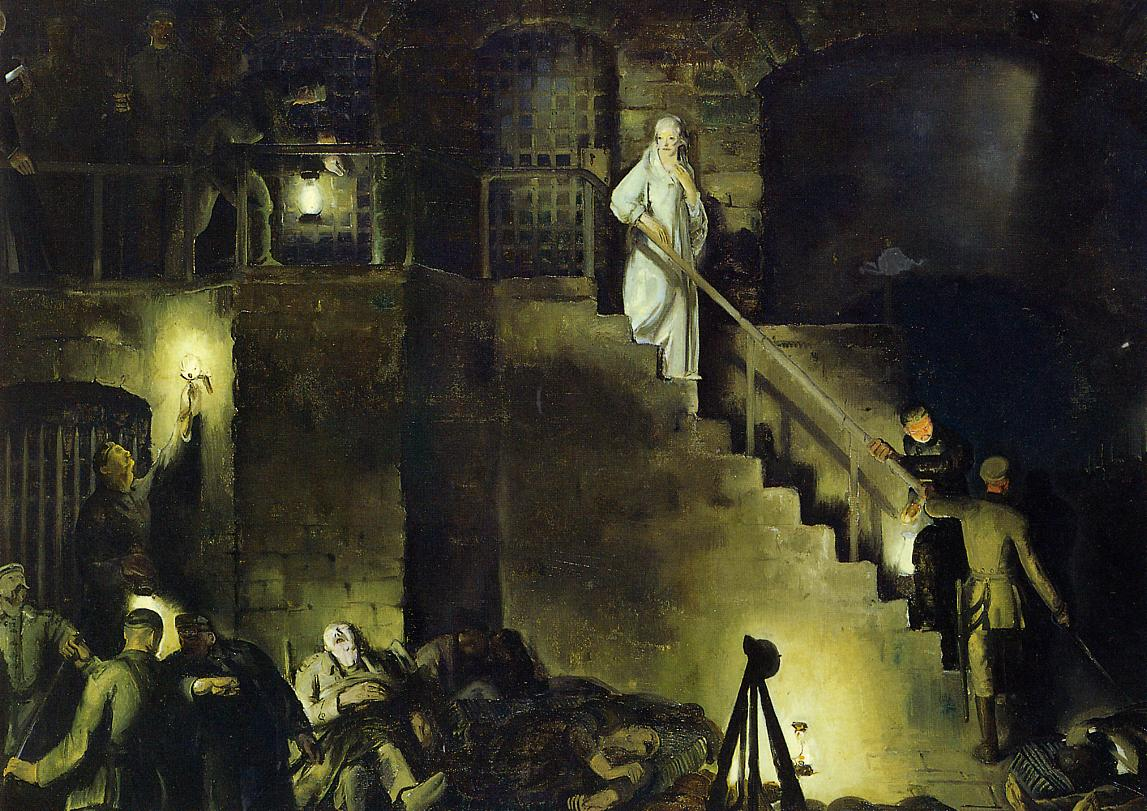
Edith Cavell (1918)
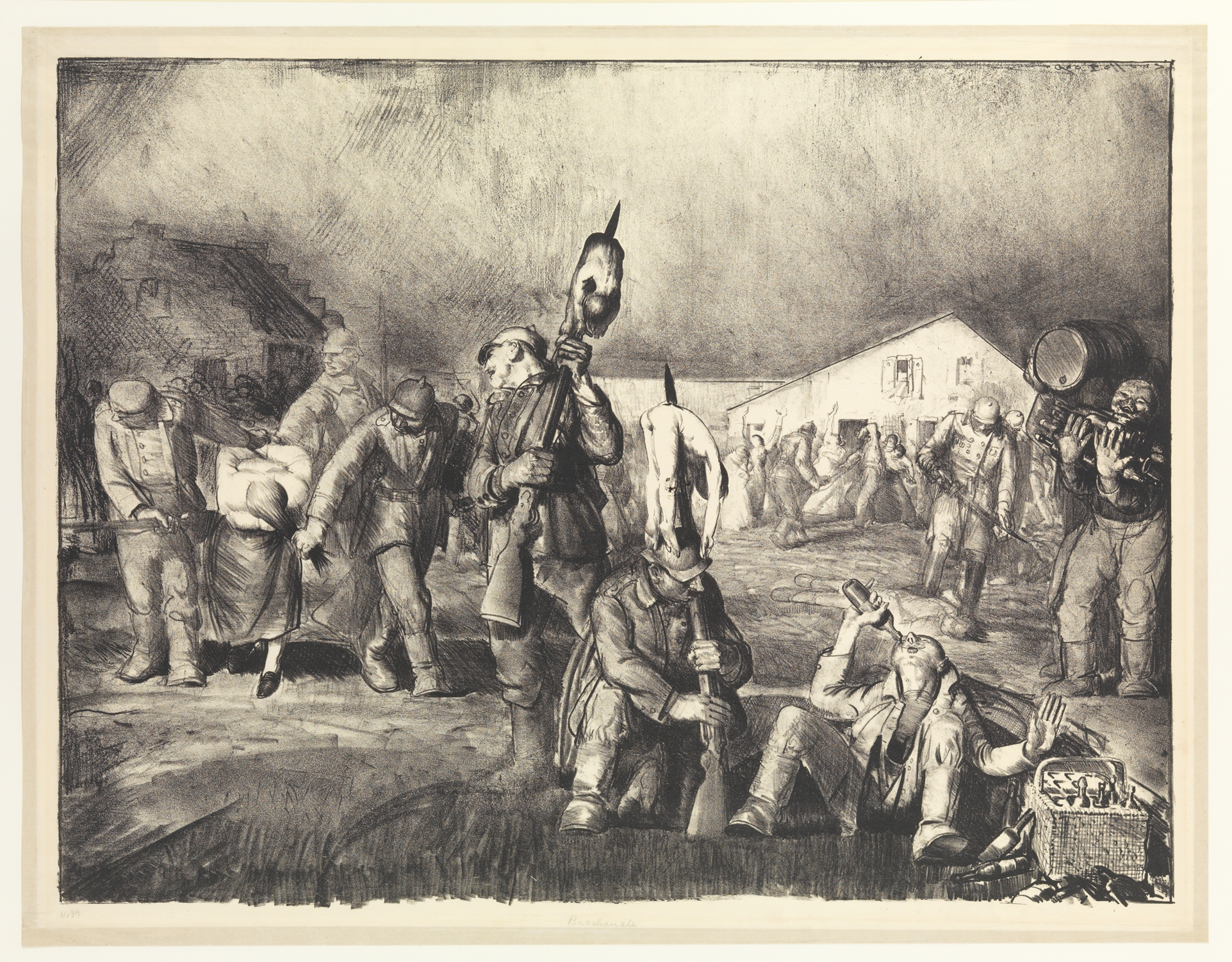
Bacanal. (1918)
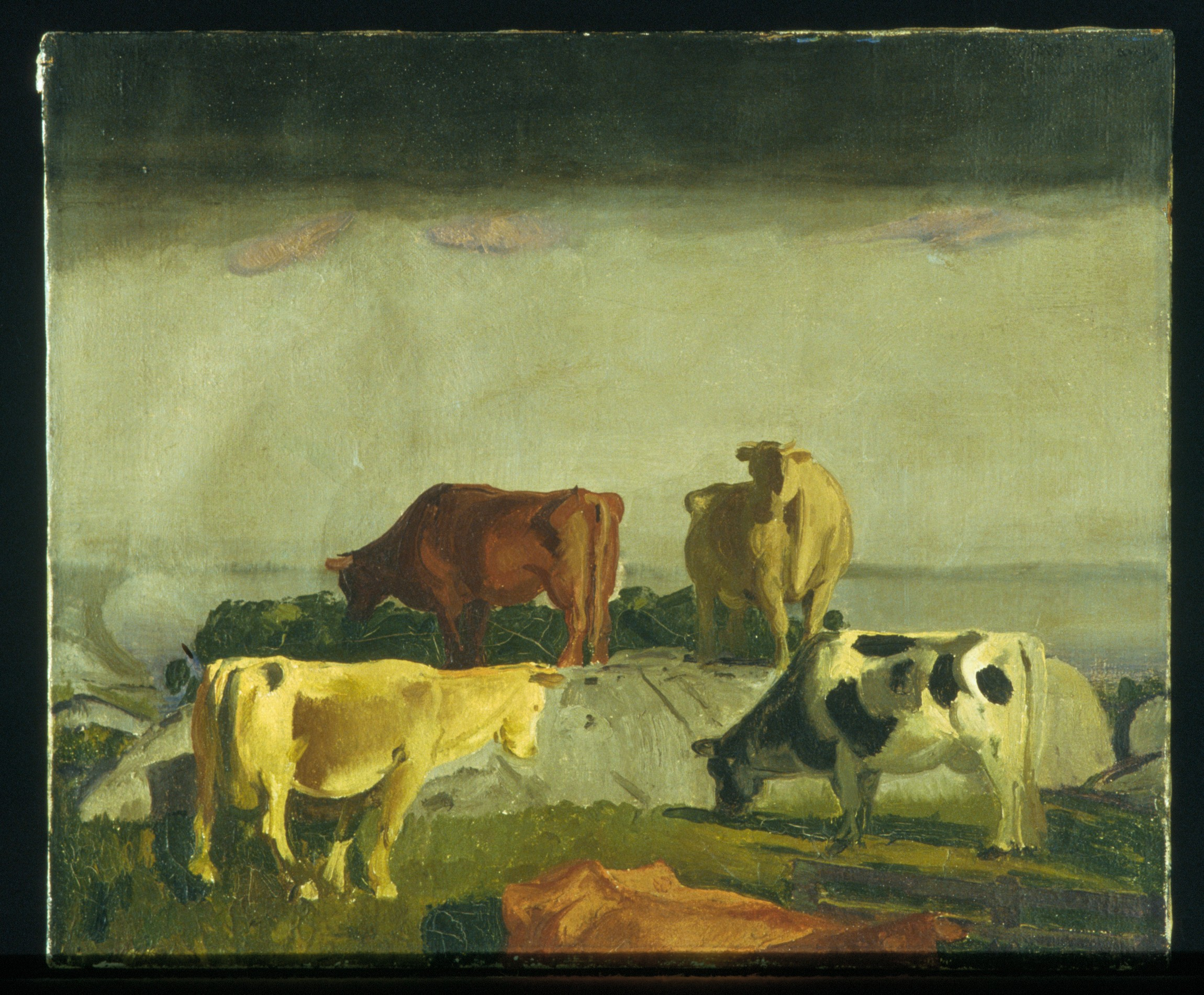
Cinc vaques. (1919)
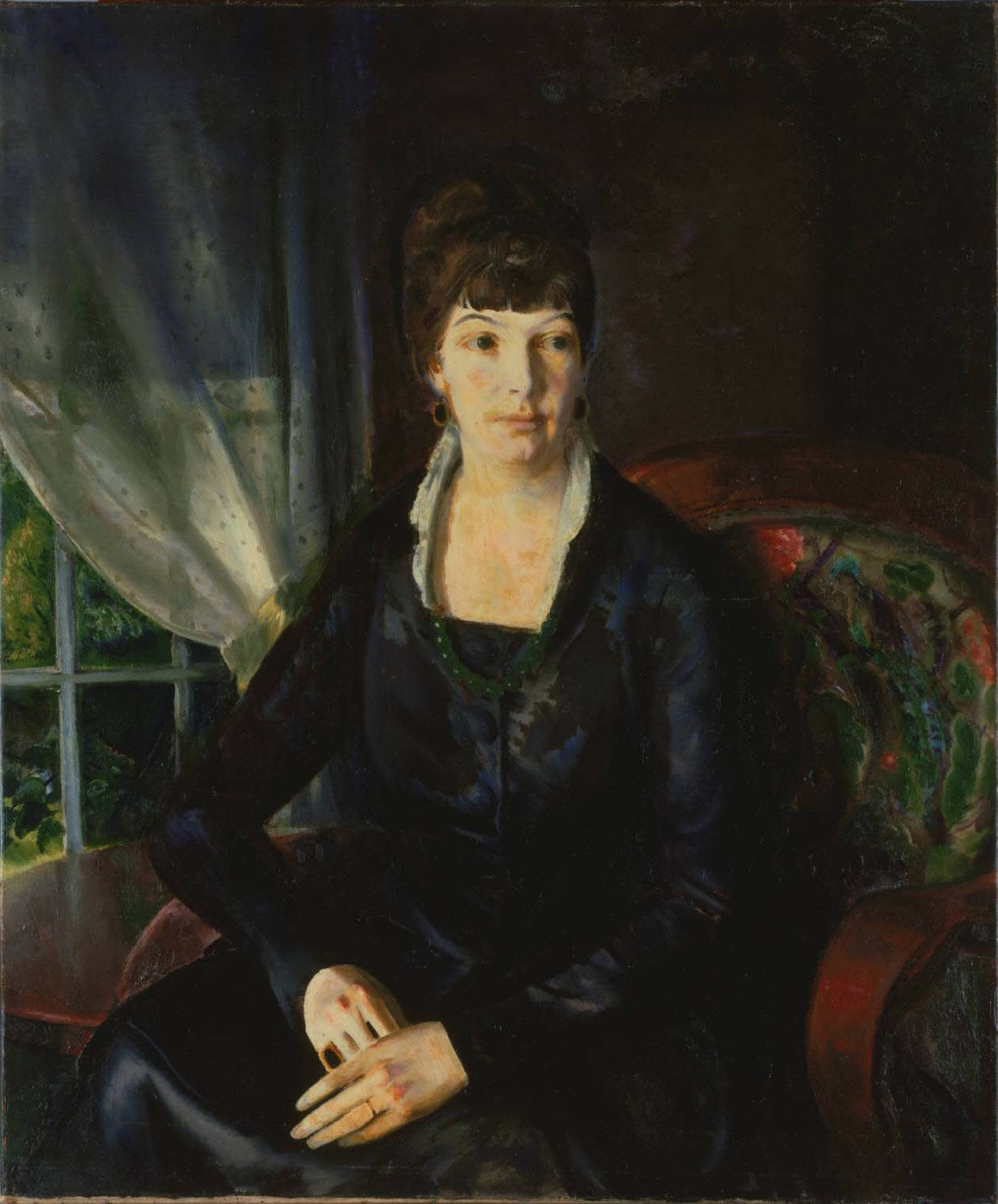
Emma al costat de la finestra (1920)
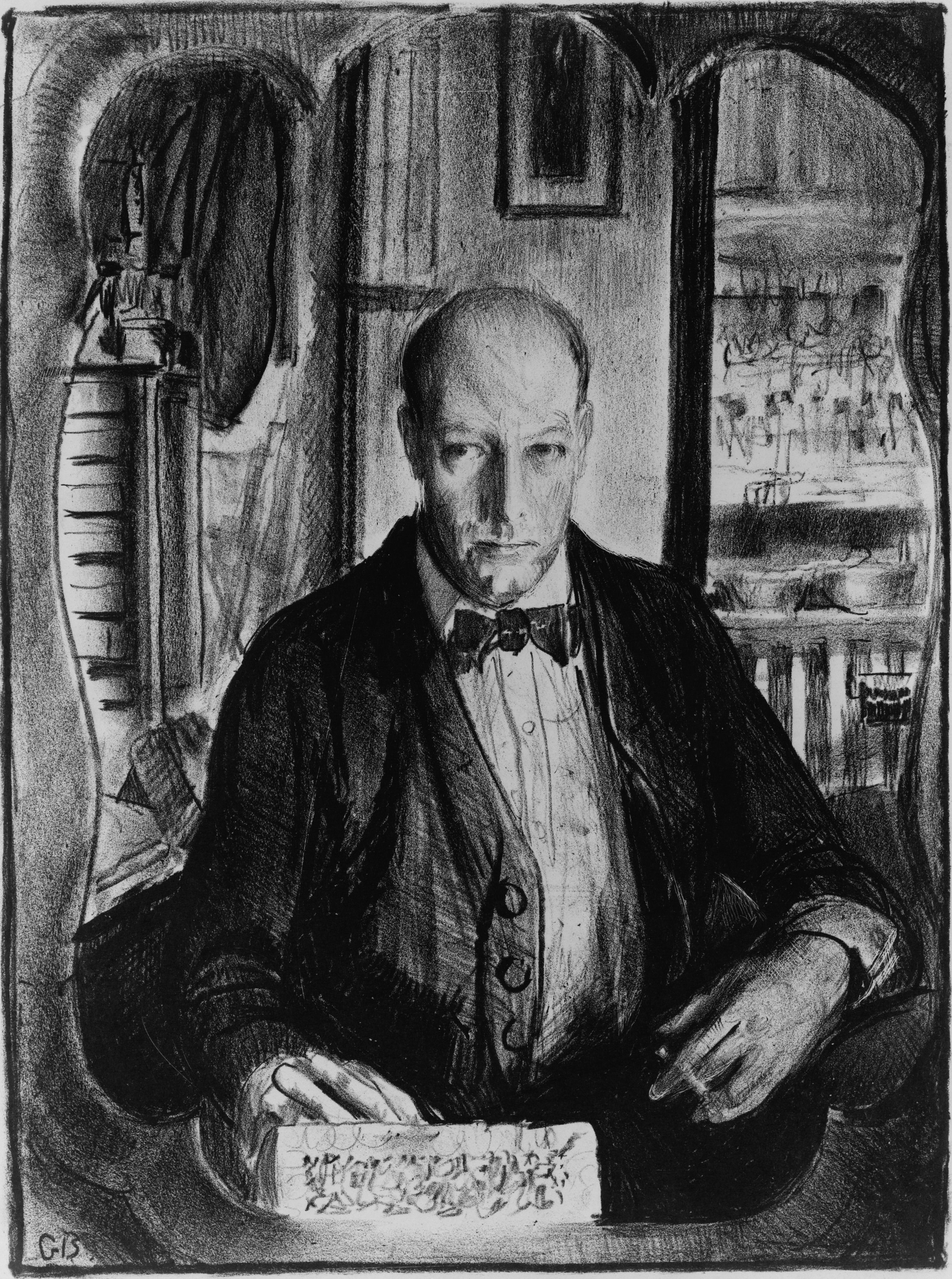
Autoretrat (1921), Litografia.
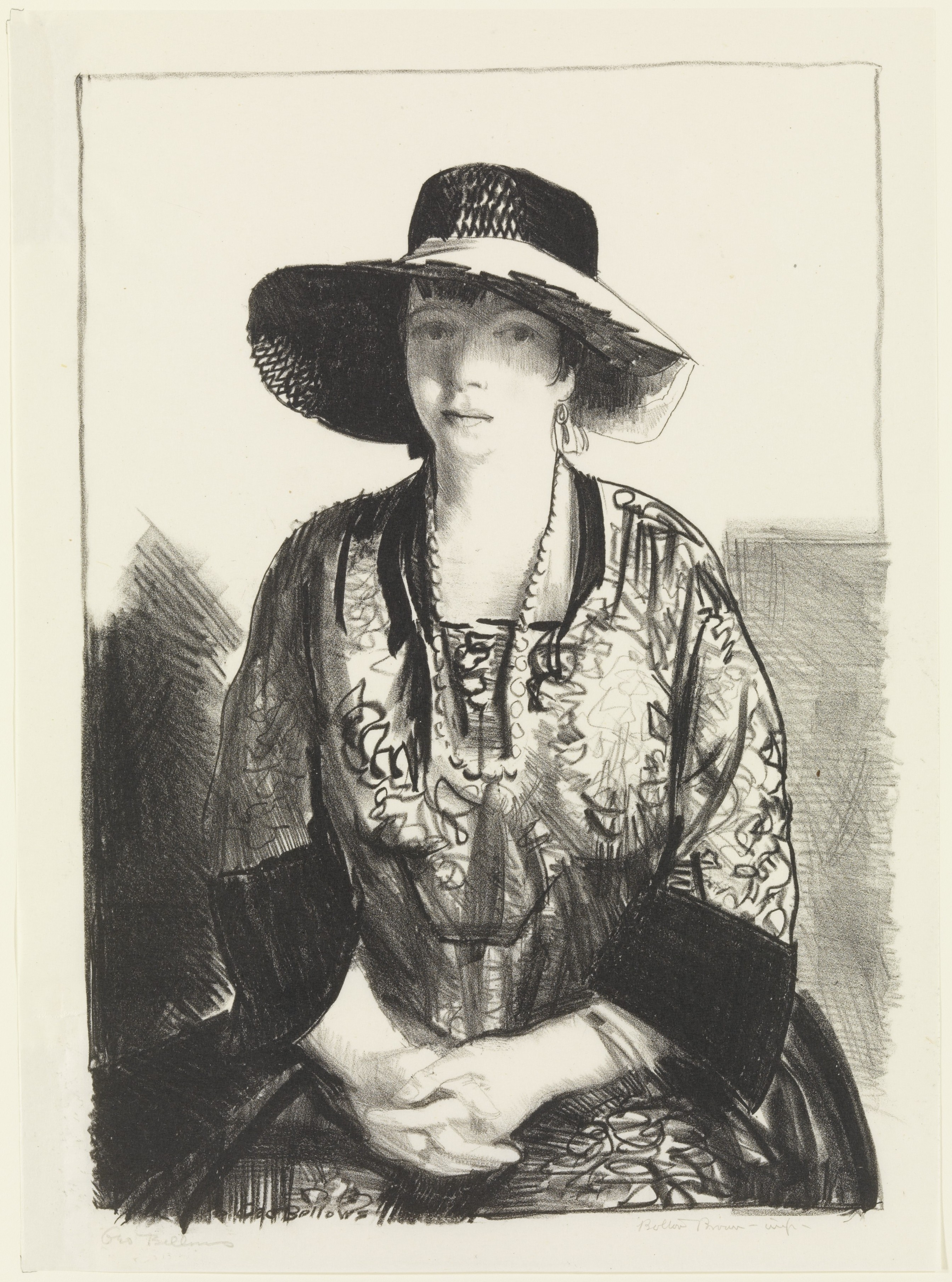
The Black Hat (1921), Litografia.
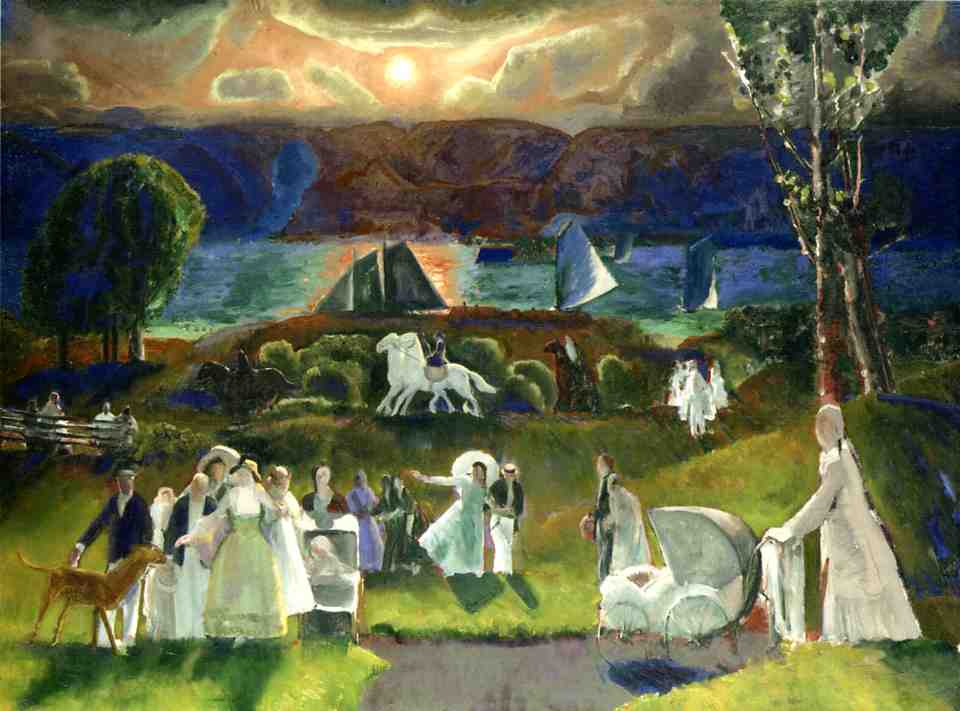
Fantasia d'estiu (1924)
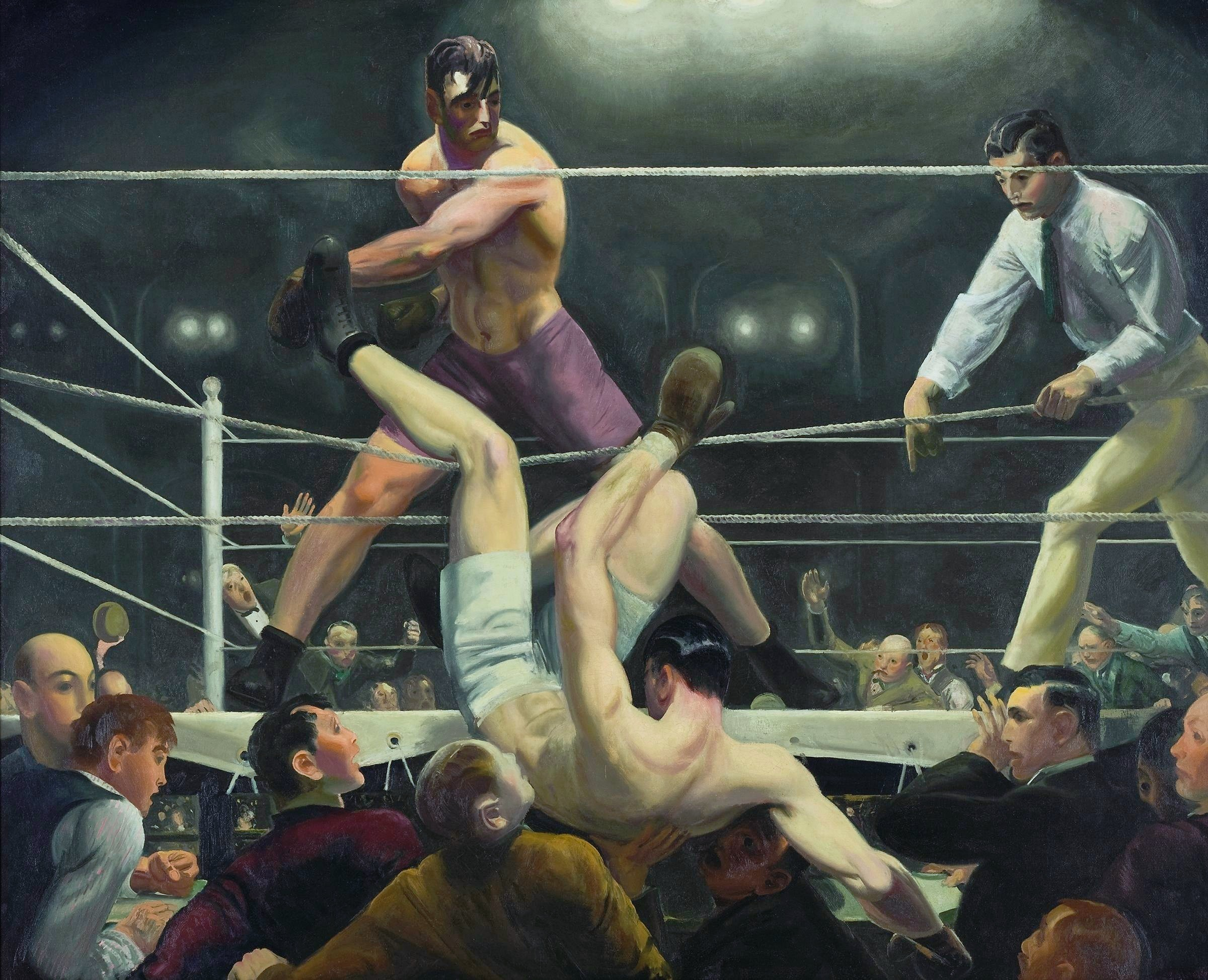
Dempsey contra Firpo (1924)